# Orius insidiosus
Orius insidiosus är en insektsart som först beskrevs av Thomas Say 1832.  Orius insidiosus ingår i släktet Orius och familjen näbbskinnbaggar. Inga underarter finns listade i Catalogue of Life.

## Bildgalleri

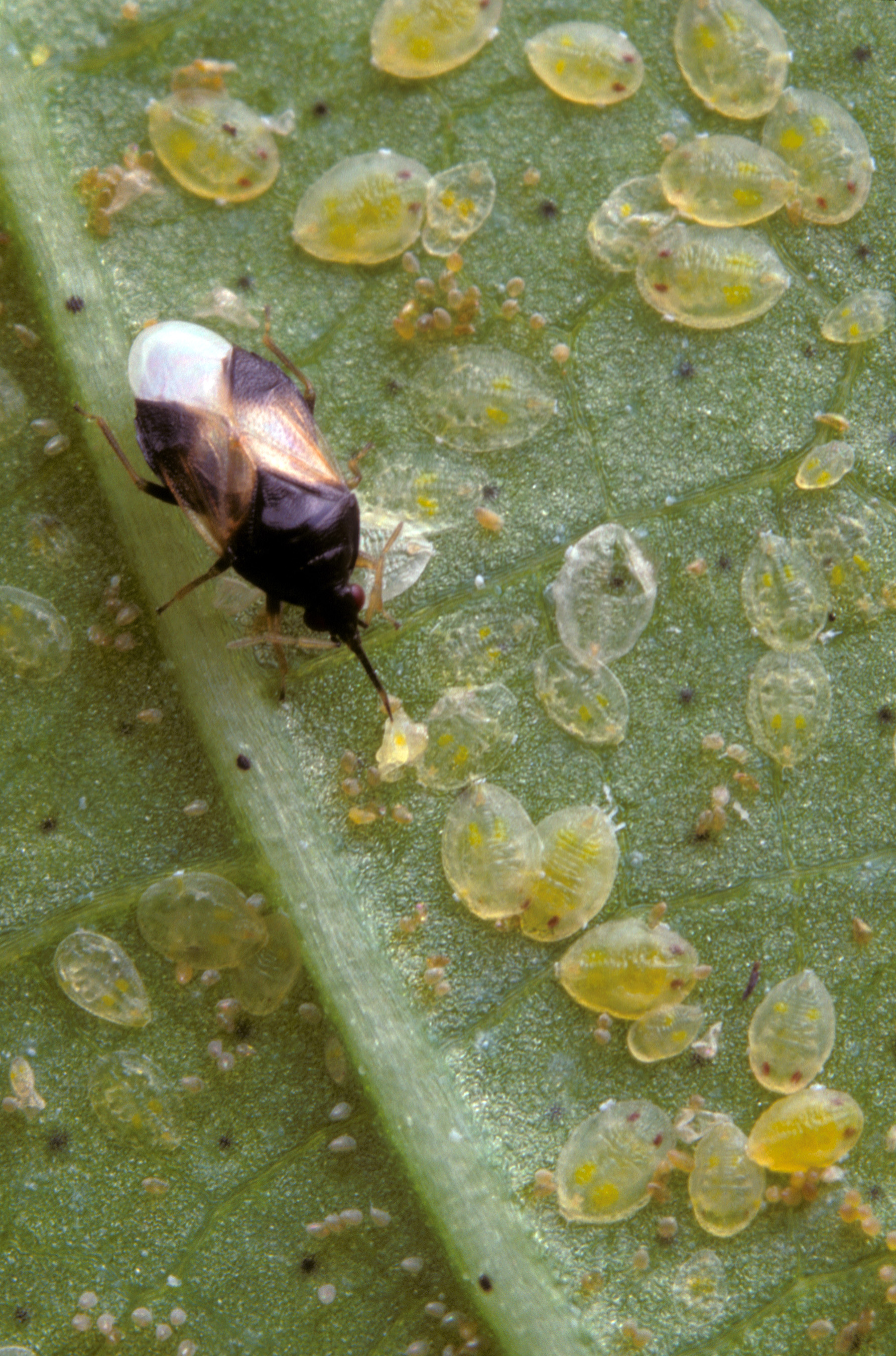
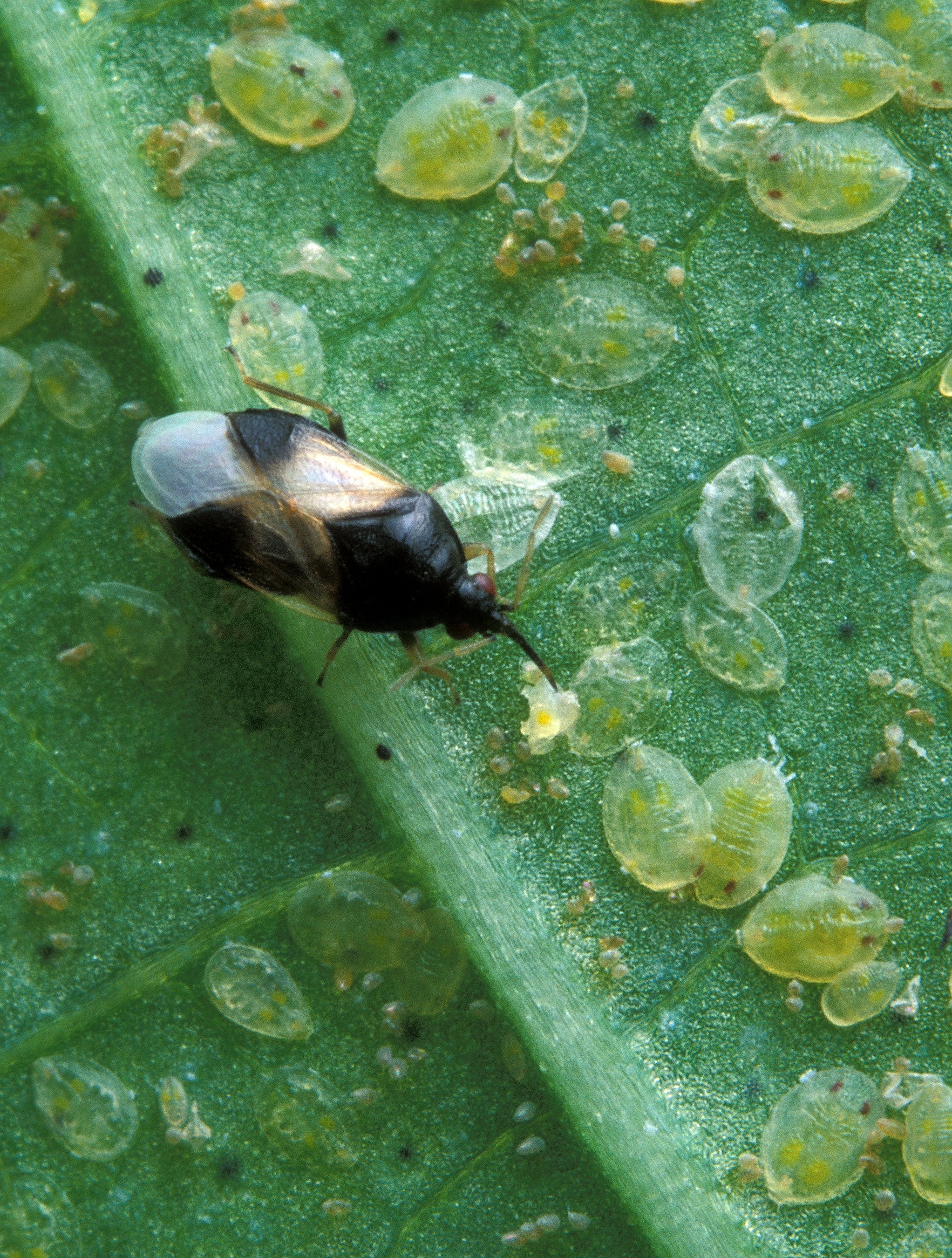
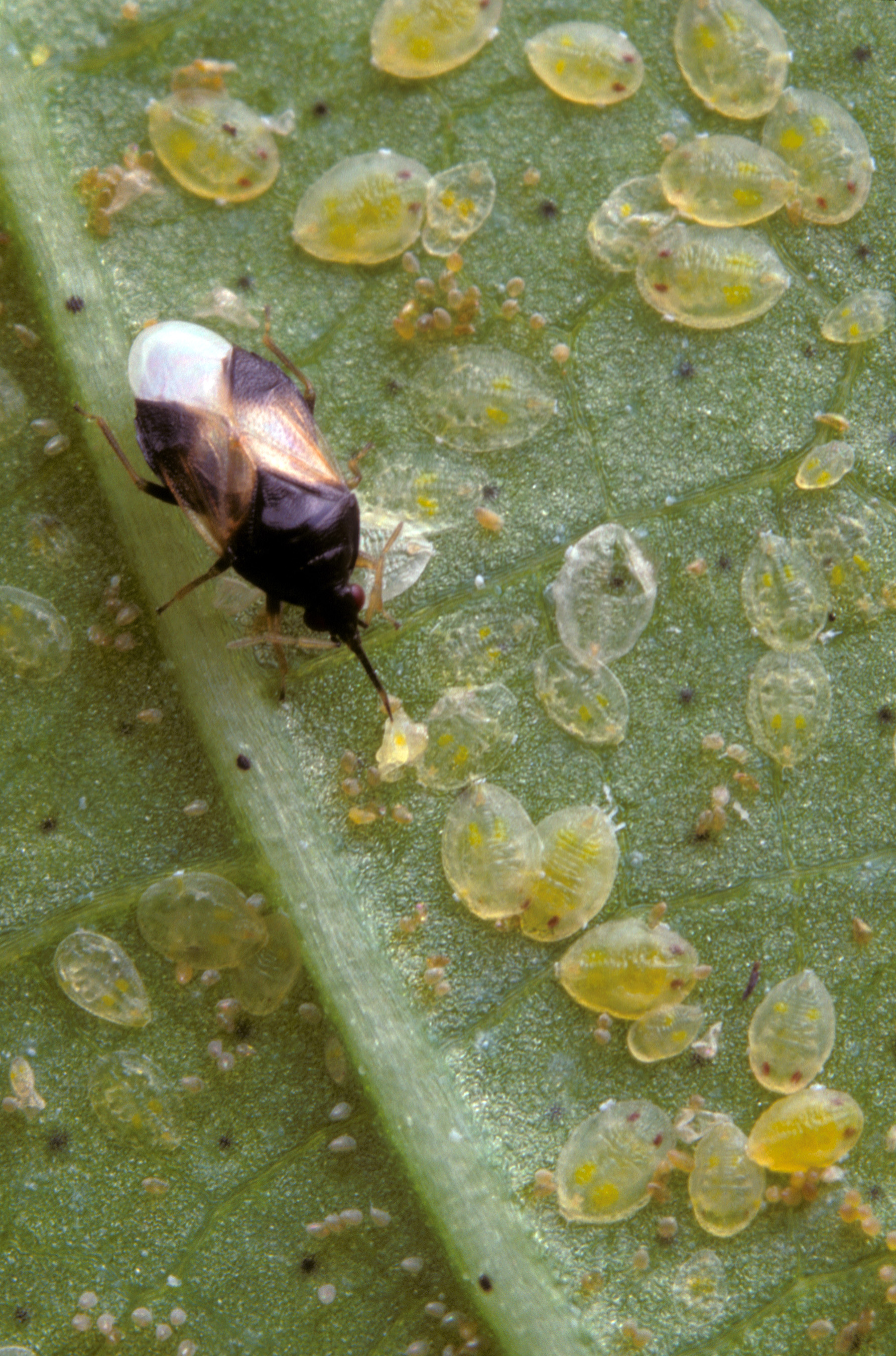